# Kendall Island
Kendall Island är en ö i Kanada.   Den ligger i territoriet Northwest Territories, i den nordvästra delen av landet, 4 200 km nordväst om huvudstaden Ottawa. Arean är 15,6 kvadratkilometer.
Terrängen på Kendall Island är mycket platt. Öns högsta punkt är 16 meter över havet. Den sträcker sig 4,2 kilometer i nord-sydlig riktning, och 7,7 kilometer i öst-västlig riktning.
Trakten runt Kendall Island består i huvudsak av gräsmarker. Trakten runt Kendall Island är nära nog obefolkad, med mindre än två invånare per kvadratkilometer.